# Anoplodactylus unilobus
Anoplodactylus unilobus is een zeespin uit de familie Phoxichilidiidae. De soort behoort tot het geslacht Anoplodactylus. Anoplodactylus unilobus werd in 1959 voor het eerst wetenschappelijk beschreven door Stock. 